# 겨울 꿈은 날지 않는다
"겨울 꿈은 날지 않는다"는 1991년에 개봉한 대한민국의 영화이다.

## 캐스팅
- 최민수 : 신길우 역
- 이혜영 : 서성임 역
- 장보규
- 이상숙
- 이수일
- 이석구
- 나갑성
- 김형중
- 황우영
- 김광희